# Ments meg! (televíziós sorozat)
A Ments meg! (eredeti cím: Rescue Me) egy amerikai televíziós sorozat, amely a 62-es New York-i tűzoltócsoport életét mutatja be 2001. szeptember 11. után. A premier 2004. július 21-én volt az FX csatornán. 7 évadot mutattak be. Magyarországon 2007. március 8-án mutatta be az RTL Klub, majd a harmadik évadtól az AXN is műsorra tűzte. Később, 2009. február 24-én DVD-n is kiadták az első évadot.

## Cselekmény
Tommy Gavin négy társát vesztette el a World Trade Centernél, köztük unokatestvérét és legjobb barátját, Jimmy Keefe-t. Ezt a veszteséget nem képes feldolgozni, pedig emellett el kell viselnie azt is, hogy a házassága tönkrement, felesége pedig a gyerekeivel Kaliforniába akar költözni egy másik férfivel. Tommy a megoldást az alkohol és más tudatmódosítók között keresi. A sorozat az ő és társai gyötrődését mutatja be.

## Szereplők

### 62-es egység

#### Tűzoltók
- Tommy Gavin (Denis Leary): A sorozat főszereplője, tűzoltó a 62-es egységnél. A 2001. szeptember 11-i tüzeknél maradandó lelki sérülésekkel küzd. Gyógyult, ám többször visszaesett alkoholista és gyógyszerfüggő.
- Sean Leslie Garrity (Steven Pasquale): Az egység egyik legsutább tagja, akit többek között az is zavar, hogy a nők előtt nem sikerül rendesen érvényesülnie. A harmadik évadban Tommy nővérével, Maggie-vel összeházasodik, bár nem éppen illenek egymáshoz. Később elválnak. Az ötödik évadban Seannál veserákot állapítanak meg.
- Mike Silletti (Mike Lombardo): Az újonc az egységnél, beilleszkedése nehezen megy. A sorozat folyamán többféle szexuális helyzetbe kerül (pl. homoszexuálisba is). Diszlexiás.
- Franco Rivera (Daniel Sunjata): Nőcsábász tűzoltó, aki az első évad végéig Tommy egyik legjobb barátja volt. Van egy lánya, Keela, akit egy volt barátnője elvitt tőle, miután megtudta, hogy illegálisan van nála.
- Bart „Sötét Sean” Johnston (Larenz Tate): Sötét Sean a csapat legújabb tagja. Kenny szervezte be a csapathoz, hogy az egység kosárlabdacsapata jobb legyen. Mindenki bírja, őszinte és nyílt természete miatt, kivéve Tommyt. Folyamatos köztük a konfliktus, bár a negyedik évad végén Tommy elkezdi tisztelni, amikor egy tűzben hősiesen viselkedett és kimentette Tommyt. Eljegyezte Tommy lányát, Colleent.

#### Főnökök
- Kenny Shea (John Scurti): Beceneve: Lou. Ő a csapat "filozófusa" és egyben legokosabb tagja. Az első évadban elvált feleségétől, azóta több kapcsolata volt, köztük prostituáltakkal is.
- William "Needles" Nelson (Adam Ferrara)
- Sidney Feinberg (Jerry Adler)
- Ron Perolli (Michael Mulheren)

#### Eltűnt/meghalt tűzoltók
- Billy Warren (Ed Sullivan): Az első évadban elhunyt. A negyedik évadban Tommy egyik víziójában megjelent.
- Laura Miles (Diane Farr): Az első évad végén kerül a csapathoz. Először nem fogadják be, mert nő. Később Franco barátnője lesz és miatta hagyja ott az egységet a második évadban.
- Jerry Reilly (Jack McGee): Három évadon át a csapat parancsnoka. Szoros kapcsolatot ápol a fiúkkal. Felesége Alzheimer kórban szenved, fia homoszexuális. A harmadik évad végén szívinfarktust kap ezért munkáját nem folytathatja. Visszatér, de csak irodai munkát kap, ezért öngyilkos lesz.

### Tommy családja
- Janet Gavin (Andrea Roth): Tommy felesége. Kapcsolatuk nem éppen felhőtlen. Sokat veszekednek, nem élnek együtt. Fiúk, Conor halálakor antidepresszánsokat kezd el szedni. Később Tommy testvérével, Johnnyval él együtt. Születik egy gyerekük, Wyatt. Johnny halála után Tommy kezd el vele foglalkozni, mivel Janet állapota leromlik.
- Colleen Gavin (Natalie Distler: Tommy lázadó tinilánya. Több fiúval is van kapcsolata, ám Tommy eltiltja tőlük. Később leszbikusnak vallja magát, ám ez csak átmeneti állapot. Conor halálakor ő is összetörik. A negyedik évadban összejön egy 26 éves fronténekessel. Kihasználja Tommyt és folyton pénzt kunyerál tőle. Kap egy hitelkártyát, ám a férfi átveri és egy másik lánynak adja a komoly pénzen vett jegygyűrűt. Tommy nagyon ideges lett. Jelenleg Sötét Seannal jár, eljegyezték egymást.
- Katy Gavin (Olivia Crocicchia): Tommy és Janet kisebbik lánya.
- Conor Gavin (Trevor Heins): Tommy és Janet fia. A második évad végén egy részeg autós elgázolja. Halála miatt szörnyű bűntudat gyötri Tommyt, és nemritkán apja hallucinációiban is megjelenik.
- Jimmy Keefe (James McCaffrey): Tommy elhunyt unokatestvére. Lelke azonban Tommyt segíti, aki az életét próbálja rendbehozni.

## Epizódok
| Évad | Évad | Epizódok | Eredeti sugárzás | Eredeti sugárzás     | Eredeti adó | Magyar sugárzás      | Magyar sugárzás     | Magyar adó |
| Évad | Évad | Epizódok | Évadpremier      | Évadfinálé           | Eredeti adó | Évadpremier          | Évadfinálé          | Magyar adó |
| ---- | ---- | -------- | ---------------- | -------------------- | ----------- | -------------------- | ------------------- | ---------- |
|      | 1    | 13       | 2004. július 21. | 2004. október 13.    | FX          | 2007. március 8.     | 2007. június 7.     | RTL Klub   |
|      | 2    | 13       | 2005. június 21. | 2005. szeptember 13. | FX          | 2007. június 14.     | 2007. szeptember 6. | RTL Klub   |
|      | 3    | 13       | 2006. május 30.  | 2006. augusztus 29.  | FX          | 2009. január 15.     | 2009. április 16.   | AXN        |
|      | 4    | 13       | 2007. június 13. | 2007. szeptember 12. | FX          | 2009. május 10.      | 2009. augusztus 9.  | AXN        |
|      | 5    | 22       | 2009. április 7. | 2009. szeptember 1.  | FX          | 2009. szeptember 17. | 2010. február 11.   | AXN        |
|      | 6    | 10       | 2010. június 29. | 2010. augusztus 31.  | FX          | 2010. október 2.     | 2010. december 11.  | AXN        |
|      | 7    | 9        | 2011. július 13. | 2011. szeptember 7.  | FX          | 2011. július 14.     | 2011. szeptember 8. | AXN        |